# تيموثي سالتر
تيموثي سالتر (بالإنجليزية: Timothy Salter)‏ هو ملحن بريطاني، ولد في 1942 في Mexborough ‏ في المملكة المتحدة.

## وصلات خارجية
- الموقع الرسمي
- تيموثي سالتر على موقع ميوزك برينز (الإنجليزية)